# La prova di un'opera seria (Mazza)
La prova di un'opera seria és una òpera bufa en dos actes del compositor Giuseppe Mazza, amb llibret de Francesco Gnecco, estrenada l'any 1837.

## Context
L'obra utilitza el recurs del teatre dins el teatre, on alguns personatges són actors (en aquest cas cantants) i assagen els seus papers mentre es desenvolupa l'obra real.
Hi va haver una òpera prèvia en dos actes amb el mateix títol, estrenada al Teatro alla Scala de Milà el 16 d'agost de 1805, amb música i llibret de Francesco Gnecco. L'argument, encara que amb alguns noms de personatges diferents, recorda molt al de l'òpera Le convenienze ed inconvenienze teatrali de Gaetano Donizetti, estrenat en tres versions, la primera el 1827 i les altres dues el 1831. De fet, tant l'òpera de Gnecco com la de Donizetti tenen el seu origen en obres teatrals Le convenienze teatrali (Venècia, 1794) i Le inconvenienze teatrali (Pàdua, 1800) d'Antonio Simeone Sografi. L'obra de Gnecco del 1805 fou una nova versió d'una òpera en un acte prèviament estrenada pel compositor, sota el títol de La prima prova dell'opera Gli Orazi e i Curiazi (Venècia, 8 de juliol de 1803). L'obra de Mazza va incorporar el dia de l'estrena dos duets còmics (duetti buffi) amb la música de l'obra de Gnecco.
El llibret de l'òpera de Mazza segueix fil per randa el mateix de l'òpera homònima de Gnecco, la de la versió del 1805, amb poques modificacions. L'òpera va ser estrenada a Nàpols el 1837. Tanmateix, moltes fonts indiquen la seva estrena a Fiume l'any 1845, quan aquesta es correspon amb l'estrena de la versió revisada de l'òpera. Fins i tot el Gran Teatre del Liceu de Barcelona, en el seu llibre registre d'obres estrenades, indicava l'estrena absoluta a Nàpols el 1837.
L'òpera de Mazza es va estrenar a Catalunya i a Barcelona al Teatre Principal, l'any 1849, i al Gran Teatre del Liceu el 18 de gener de 1851, en aquest cas sota el títol de La prova d'una opera seria i amb la companyia de cant milanesa contractada l'any anterior pel Teatre Principal. El mateix dia es va interpretar a Girona i en el repartiment d'aquesta ciutat trobem els noms de Corina i d'Aquiles di Franco, un cognom que més tard trobem com un dels arranjadors del text per a la versió, en castellà, com a sarsuela. A Espanya assolí molt d'èxit en aquest format de sarsuela d'un acte amb el títol de Campanone (coneguda també com a El maestro Campanone), amb un arranjament musical del compositor valencià Vicent Lleó, consistent bàsicament en treure fragments musicals i en altres petites correccions, i del text de Carlos Frontaura, Luis Rivera i Di Franco, estrenada en el Teatro Cómico de Madrid el 13 d'octubre de 1905, és a dir, més de cents anys després de l'estrena de la primera versió de l'òpera de Francesco Gnecco.

## Personatges
| Paper                                              | Tessitura | Intèrprets de l'estrena de 1837 | Intèrprets de la segona versión, estrenada a Fiume, 1845 | Intèrprets de l'estrena al Liceu, 18 de gener de 1851 |
| -------------------------------------------------- | --------- | ------------------------------- | -------------------------------------------------------- | ----------------------------------------------------- |
| Corilla Tortorini, prima donna de l'òpera seria    | soprano   | Marietta Marinangeli            | Adelaide Mazza                                           | Giulia Sanchioli                                      |
| Federico Mordente, primer tenor                    | tenor     | Gennaro Ricci                   | Gius Mercuriali                                          | Carlo Baucardé                                        |
| Violante Pescarelli, segona cantant                | soprano   | Angelina Petrettini             | Adelaide Guerra                                          | Aurora Vallesi                                        |
| Campanone, director i compositor de la música      | baríton   | Giovanni Zucchini               | Giuseppe Penso                                           | Agostino Rovere                                       |
| Don Grilletto Pastici, poeta autor del drama serio | baix      | Luigi Ciardi                    | Eugenio Monzani                                          | N. Insom                                              |
| Fastidio Frivella, empresari                       | tenor     | Francesco Giorgi                | Franc Cucchiari                                          | Ferran Rauret                                         |
| Fischietto, apuntador, copista i cap dels coristes | baix      | Giuseppe Tona                   | Cesare Trevisan                                          | Antonio Morelli                                       |
| Pipetto, pagès                                     |           |                                 |                                                          |                                                       |
| Checchina, la seva esposa                          |           | Palmira Prinetti                |                                                          | Adelaida Aleu Caballé                                 |
| Pagesos homes i dones, coristes, maquinistes,...   |           |                                 |                                                          |                                                       |

## Argument
L'acció es desenvolupa en un teatre encara no acabat de Lisboa i en uns terrenys a prop del teatre.

### Acte 1
Sala al teatre en construcció. Fischietto assaja la part coral de l'òpera seria amb els coristes ("Su, da bravi, giovinotti") quan arriba Don Grilletto. Aquest explica a Fichietto que malgrat que el llibret està acabat i ha estat aprovat (per la censura) l'obra no es podrà estrenar perquè les obres del teatre no estan encara enllestides. Marxen tots i entra Corilla, gelosa i emprenyada amb Federico ("Quanto tarda il signorino"), qui arriba poc després, discutint tots dos, just quan torna a entrar Grilletto, moment en què acaba la discussió. Entren també Fastidio, Violante, Fischietto, els coristes i poc després el mestre Campanone ("Madamina, miei signori, Campanone a voi s'inchina"). Comencen a assajar sense el baix, malalt, ni el compositor i amb Fischietto tocant al clavicèmbal la part d'orquestra. an bon punt comencen a assajar comencen també les discussions sobre el contingut del que canten, fins al punt de que tots marxen, deixant sol a l'empresari Fastidio ("Signor maestro, chi dico, signorine, fermatevi, aspettate"). Marxa també.
Entren a escena Corilla i Federico ("Son la Corilla, e son prima donna"). Federico la vol convèncer que li és fidel i per demostrar-ho marxa a cercar una escriptura pels dos. Entra Campanone, mentre Corilla revisa un fragment de la seva particel·la. Corilla li diu que està descontenta amb el seu paper i que vol un altre quintet i un gran duo amb el tenor. Campanone a tot diu "t'he sentit" ("ho capito"), que no ho farà però que es casarà amb ella. En la conversa canten a duo ("Oh! Guardate che figura, da pretendermi per esposa" i "Oh! Guardate che figura da negarmi per marito").
Més tard l'empresari decideix actuar, reunint als cantants i a Campanone. L'única sortida sembla la de suprimir una cavatina de l'obra, donat que en absència del compositor no s'ho afegir res més a l'obra. En arribant a aquest acord marxen tots als terrenys propers al teatre. Allà el cor canta ("Compagni salitamo, amici cantiamo"). Breu escena que termina quan s'adonen que s'acosta una tempesta de llamps i trons. Després de la tempesta l'acte acaba amb un número coral on intervenen també el pagès Pipetto i la seva dona, Checchina, al llarg del qual Corilla i Federico tornen a trencar la seva relació.

### Acte 2
L'escena comença a la llotja del teatre en construcció. Ha arribat la segona cantant, Violante. Corilla sembla estar refredada i Campanone es queixa del soroll que fan els obrers que construeixen el teatre, amb el qual no és possible assajar. Comencen l'assaig de totes maneres, amb els corresponents malentesos i les reclamacions acostumades dels cantants. Marxen tots, tret de Campanone ("Oh! Che pazienza, parliamo in confidenza") i del poeta ("Ma quello di poeta è peggo assai"), queixant-se a duo del baix salari de les seves professions.
Entren tots i es reparteixen el correu, que acaba d'arribar. Cadascú llegeix la seva carta, cantant frases curtes. Després tornen a assajar l'obra. Al final de l'assaig, Campanone llegeix quins seran els cantants i quin paper farà cadascú i tots a cor acomiaden l'òpera ("Dappertutto i forestieri qui verranno all'apertura"). Teló final.